# Gare de Val-d'Illiez
La gare de Val-d'Illiez est une gare ferroviaire suisse située à Val-d'Illiez dans le canton du Valais.

## Histoire

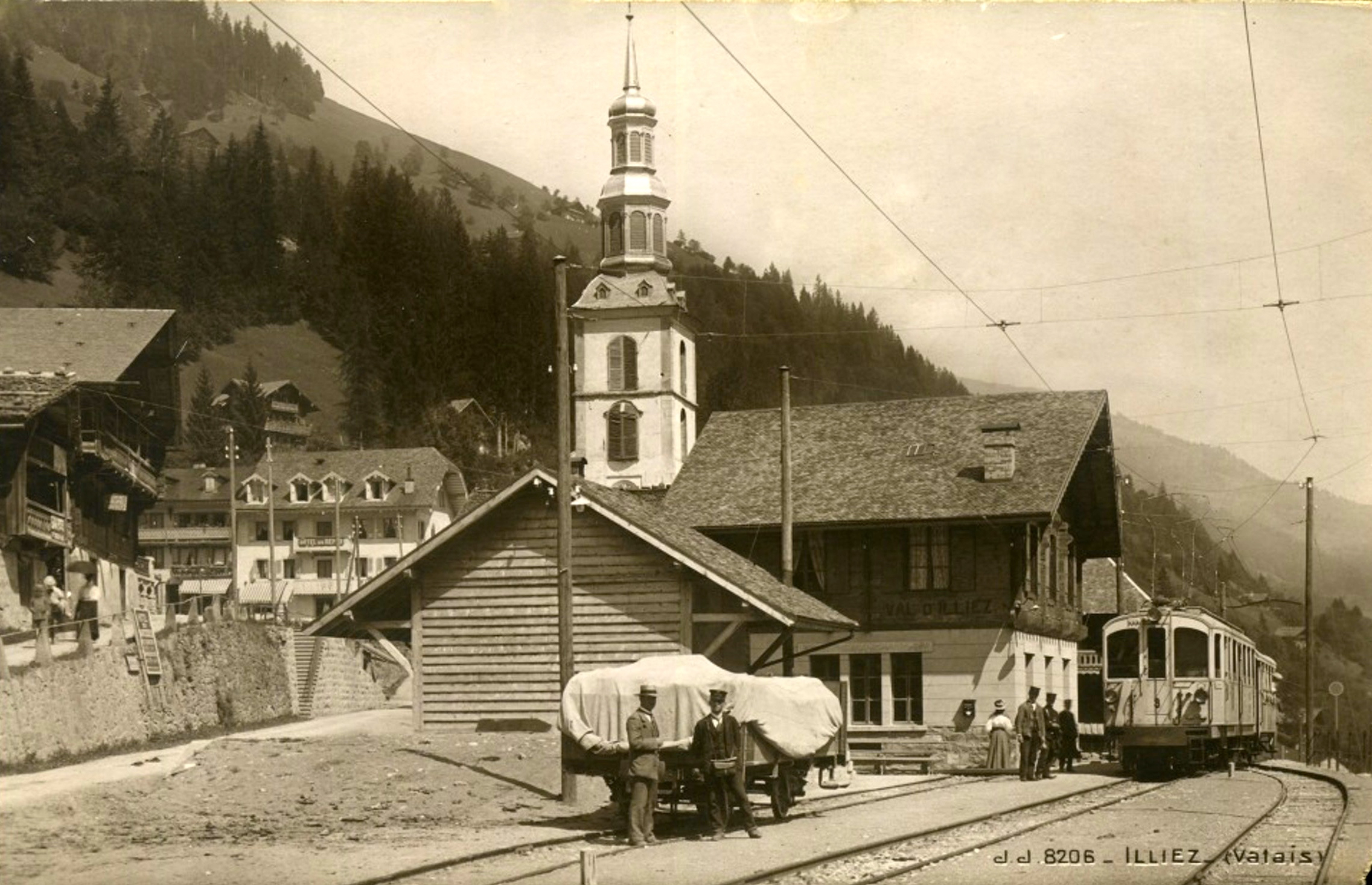
La gare de Val-d'Illiez vers 1909

La première étude pour une desserte du Val d'Illiez par le rail fut faite en 1900, avec la concession fédérale accordée le 30 mars 1900  et son inauguration eut lieu le 1er février 1908, par la compagnie du Chemin de fer Monthey–Champéry–Morgins (MCM). La gare a été construite entre 1907 et 1908, en respect avec l'architecture du pays. 
Après la fusion avec la compagnie de chemin de fer Aigle-Ollon-Monthey le 1er janvier 1946, la nouvelle compagnie de Chemin de fer Aigle-Ollon-Monthey-Champéry (AOMC) a investi pour une amélioration des bâtiments de la ligne.
En 1992, l'Office du Tourisme de Val-d'Illiez et la compagnie AOMC, regroupèrent leurs bureaux dans le rez-de chaussée de la gare fraîchement rénovée, afin d'améliorer leur prestation et la qualité du service à la clientèle, l'office du tourisme délivrant également les billets de train. En 2014, l'Office du tourisme déménage dans ses propres locaux.
La gare est actuellement un local commercial et à l'étage, il y a un appartement en location

## Service des voyageurs

### Accueil
Les billets et abonnements sont disponibles dans les gares de Monthey, Aigle, ainsi que dans tous les automates, distributeurs de billets.
Les achats de titres de transport peuvent être également effectués avec une application mobile ou par SMS.
Si un certain nombre d'arrêts de la ligne sont des "arrêts sur demande", la gare de Val-d'Illiez est un arrêt fixe. 

### Desserte
La gare de Val d'Illiez est en correspondance avec deux lignes d'autobus :
- Val-d'Illiez - Champoussin
- Val-d'Illiez - Les Crosets